# 第67回天皇杯全日本サッカー選手権大会
第67回天皇杯全日本サッカー選手権大会（だい67かいてんのうはいぜんにほんサッカーせんしゅけんたいかい）は、1987年（昭和62年）12月19日から1988年（昭和63年）1月1日まで開かれた天皇杯全日本サッカー選手権大会である。

## 概要
- 本大会出場は32チーム。

## 出場チーム

### 日本サッカーリーグ1部
- マツダ（36回目）
- 古河電工（23回目）
- 三菱重工（23回目）
- ヤンマーディーゼル（20回目）
- 日本鋼管（16回目）
- フジタ工業クラブ（16回目）
- 本田技研（14回目）
- トヨタ自動車（13回目）
- 読売クラブ（13回目）
- ヤマハ発動機（11回目）
- 日産自動車（10回目）
- 住友金属工業（7回目）

### 北海道
- 札幌大学（13回目）
- 函館マツダ（初出場）

### 東北
- TDK（2回目）

### 関東
- 日立製作所（23回目）
- 東芝（7回目）
- 富士通（7回目）
- NTT関東（初出場）
- 東海大学（初出場）

### 北信越
- 新潟イレブン（4回目）

### 東海
- コスモ石油（4回目）
- 西濃運輸（4回目）
- JATCO（初出場）

### 関西
- 大阪商業大学（11回目）
- 松下電器（7回目）
- 同志社大学（4回目）
- 京都産業大学（2回目）

### 中国
- 川崎製鉄水島（4回目）

### 四国
- NTT四国（初出場）

### 九州
- 新日本製鐵（31回目）
- 福岡大学（13回目）

## 試合

### 1回戦
- 読売クラブ 5-0 同志社大学
- NTT四国 0-2 西濃運輸
- 本田技研 2-0 富士通
- 新潟イレブン 0-9 フジタ工業クラブ
- 日産自動車 3-1 コスモ石油
- 日立製作所 1-0 ヤマハ発動機
- TDK 1-10 東海大学
- 函館マツダ 1-7 古河電工
- 三菱重工 1-0 NTT関東
- 札幌大学 0-3 東芝
- 住友金属工業 5-0 京都産業大学
- 大阪商業大学 1(PK4-5)1 ヤンマーディーゼル
- マツダ 3-0 JATCO
- 川崎製鉄水島 1-5 トヨタ自動車
- 新日本製鐵 0-2 松下電器
- 福岡大学 0-2 日本鋼管

### 2回戦
- 読売クラブ 3-0 西濃運輸
- 本田技研 0(PK8-7)0 フジタ工業クラブ
- 日産自動車 4-0 日立製作所
- 東海大学 0-5 古河電工
- 三菱重工 0-1 東芝
- 住友金属工業 3-1 ヤンマーディーゼル
- マツダ 3-1 トヨタ自動車
- 松下電器 0(PK4-2)0 日本鋼管

### 準々決勝
- 読売クラブ 1(PK4-2)1 本田技研
- 日産自動車 1(PK2-3)1 古河電工
- 東芝 1(PK3-5)1 住友金属工業
- マツダ 0(PK4-2)0 松下電器

### 準決勝
- 読売クラブ 0(PK4-2)0 古河電工
- 住友金属工業 1-2 マツダ

### 決勝
- 読売クラブ 2-0 マツダ